# Hithlum
En l'univers imaginari creat per J. R. R. Tolkien i a les històries que tenen lloc a El Silmaríl·lion Hithlum és una enorme regió del nord de Beleríand que estava delimitada per muntanyes, a occident per les Muntanyes Lómin i a la resta per les Muntanyes Wethrin, que l'envoltaven per l'est i pel sud. La regió estava formada per les regions de Hithlum, pròpiament, al centre, Dor-lómin al sud i Mithrim al sud-est.
En quenya és anomenada Hísilómë, que, com el seu nom sindarin, vol dir «terra de boira». Aquest nom es deu a les boires que feia aixecar el mont Thangoródrim, que enfosquia tota la regió.
Es tractava d'una regió de temperatures baixes, però d'una bellesa extraordinària, per això hi habitaren els elfs més nobles i valents, la casa de Fingolfin, rei dels nóldor, i també els homes més audaços, la casa de Hàdor Lórindol.
Per ser una zona tan propera a Àngband, era la més exposada a atacs i setges i els seus habitants estaven sota guàrdia constantment. A Eithel Sírion, davant les fonts del riu Sírion, hi havia la fortalesa principal dels nóldor, Bàrad Eithel, i allà hi regnava el rei de tots els nóldor. Després de la Nirnaeth Arnoediad gran part de Hitlhum fou ocupada pels homes orientals, que havien traït Maedhros, però Mórgoth els en prohibí sortir; la resta dels elfs i dels homes foren capturats i forçats a treballar com a esclaus a les mines del nord.